# Mastacembelus dayi
Mastacembelus dayi és una espècie de peix pertanyent a la família dels mastacembèlids.

## Descripció
- Fa 30,6 cm de llargària màxima.
- Nombre de vèrtebres: 85-86.
- 35 espines i 77-82 radis tous a l'aleta dorsal.
- 76-79 radis tous a l'aleta anal.
- 25-27 radis a l'aleta caudal.[5][6]

## Hàbitat
És un peix d'aigua dolça, demersal i de clima tropical.

## Distribució geogràfica
Es troba a Àsia: el riu Irauadi (Myanmar).

## Observacions
És inofensiu per als humans.